# Промышленность США
Промышленность США — промышленное производство в Соединённых Штатах Америки. 
Промышленность США отличается высоким уровнем производственной и территориальной концентрации. В ней представлены все существующие отрасли, ориентированные на выпуск как массовой, так и мелкосерийной продукции.
Промышленность даёт (2004) менее 20 % ВВП страны (сфера услуг — 79,5 %; сельское хозяйство — около 1 % ВВП).

## Общая характеристика

Промышленные мощности и объёмы производства в США

По данным Международного Валютного Фонда, за 2013 год доля промышленного производства и услуг в структуре ВВП США составила 22,1 % (3,23 трлн долл.) и 76,8 % ($ 11,2 трлн долл.) соответственно.
Сопоставление с промышленным производством других стран, по состоянию на 2013 год (в млрд долл.):
1. США — 3239
2. Россия — 1360
3. Япония — 1359
4. Германия — 921
5. Бразилия — 560
6. Франция — 539

Общая закономерность происходящих отраслевых сдвигов заключается в заметном снижении в экономике удельного веса сырьевых отраслей и сельского хозяйства. 
Среди отраслей материальной сферы промышленность остаётся важнейшей, она по-прежнему обеспечивает высокий уровень технического развития других сфер хозяйства. Именно в ней сегодня в первую очередь аккумулируются новейшие достижения НТП.

## История
Среди развитых стран мира США долгое время были одним из лидеров индустриальногo развития. Однако в конце 1980-х годов индустриальный сектор сократился как в результате аутсорсинга за рубеж производств американских компаний, так и за счёт усиления конкуренции со странами, имеющими более дешёвую рабочую силу.

## Добывающая промышленность
Угольная промышленность сформирована более чем в 15 штатах, но главные угольные штаты страны — Кентукки, Западная Виргиния, Пенсильвания, Вайоминг.
Третье место в мире по добыче угля, после Китая и Индии.

### Добыча газа
- Сланцевая революция

### Нефтедобыча
Нефтяная промышленность развита в основном в Техасе.
2010-е: Сланцевая революция
В 2018 году США впервые поднялись на второе место по объемам нефтедобычи (после Саудовской Аравии; Россия впервые опустилась на третье место). Это обусловлено разработкой новых месторождений и увеличением добычи сланцевой нефти.

## Химическая промышленность
США — безусловный лидер в мировой химической промышленности как по объему производства, так и по разнообразию выпускаемой продукции. 
Производство концентрируется в основном в штатах Техас и Луизиана, богатых нефтью и природным газом. 
«Нефтехимическая столица» США — город Хьюстон, штат Техас.
- Tellurian Inc.[англ.] (Теллуриан) — газовая компания со штаб-квартирой в Хьюстоне, была основана в 2016 году. Компания строит один из крупнейших в США заводов по сжижению газа — завод СПГ Driftwood LNG мощностью 27,6 млн тонн стоимостью 14,5 млрд долл.[3]

## Машиностроение
Уровень развития машиностроения необыкновенно высок: так, в мировом экспорте авиапромышленности доля США составляет 60 %. 
Нет равных им и по разнообразию выпускаемых изделий машиностроения.

### Автомобилестроение
Автомобилестроение — национальная отрасль промышленности со столицей в городе Детройт (штат Мичиган). Именно там в 1896 году механик-самоучка Генри Форд испытал самодельный автомобиль. Затем он первым наладил серийный выпуск дешёвых автомобилей. С тех пор «Форд мотор компани» — одна из крупнейших корпораций в мире, и её главная штаб-квартира по-прежнему находится в Детройте.
Уже в середине 1900-х американский автопром стал крупнейшим в мире по объёму производства (и соответственно, внутреннего рынка) и удерживал лидерство до 1981 г., когда Япония временно обогнала США по объёму производства автомобилей; только в 2009 году автомобильная промышленность КНР окончательно превзошла Соединённые Штаты по данному показателю. В настоящее время США занимают второе место среди крупнейших производителей в мире по объёму с 8—10 млн автомобилей ежегодно, большую часть из которых составляют уже не легковые, а т. н. trucks (внедорожники, минивэны и пикапы). 
В США располагаются такие крупные автомобилестроительные компании, как General Motors, Ford, Chrysler, Tesla.

### Судостроение
Судостроительная отрасль США включает в себя 8 основных судостроительных компаний, которые производят шесть основных наименований продукции:
подводные лодки,
надводные боевые корабли,
крупные десантные корабли,
авианосцы,
вспомогательные и исследовательские суда.
Данные судостроительные компании не равнозначны и делятся на два уровня:
- 1-й уровень — Большая шестёрка: Newport News Shipbuilding, Avondale и Ingalls, принадлежащие Huntington Ingalls Industries (HHI, дочка корпорации Northrop Grumman) и General Dynamics Electric Boat Division, Bath Iron Works и NASSCO, которые принадлежат корпорации General Dynamics.
- 2-й уровень — Austal USA (филиал австралийской судостроительной компании Austal) и Marinette Marine Corporation (была куплена итальянской Fincantieri)

Судостроение США почти полностью ориентировано на продукцию военного назначения.
Более того, судостроение строится на основе монопсонии — то есть монополии одного покупателя, а именно ВМС США.
Доля гражданского судостроения минимальна, лишь 1 % мирового судостроения (из Большой шестёрки в последнее время лишь NASSCO успешно работает на рынке гражданского судостроения).
Доля БО США и иностранных заказчиков также минимальна.
Городские агломерации Северо-Восточного мегаполиса — центры судостроения.
См. также: Список судостроительных предприятий США

### Атомная промышленность
Компании General Atomics, Holtec International и пр. 
См. также: Категория:Атомная промышленность США

## Аэрокосмическая промышленность
Крупные центры авиационной и ракетно-космической промышленности есть во всех штатах, но особо выделяются тихоокеанские штаты, где находится авиаракетно-космический центр США — Лос-Анджелес, а также Сиэтл — производитель авиалайнеров компании «Боинг».

### Авиационная промышленность
Авиационная промышленность США по уровню развития передовых технологий, масштабам и объёму производства, номенклатуре выпускаемой продукции и числу занятых в производстве занимает первое место в мире. Высокоразвитая производственная база отрасли обеспечивает разработку, выпуск, модернизацию, ремонт и утилизацию всех типов современных самолётов, вертолётов и беспилотных летательных аппаратов.
Авиапром является одной из наиболее динамично развивающихся отраслей ВПК США. Развитию американской авиационной промышленности в значительной степени способствуют масштабные государственные заказы
Авиакосмическая промышленность США сосредоточена в основном в Южной Калифорнии, где военная промышленность в годы Второй мировой войны разрослась до крупных размеров и сложилась в разветвлённый многоотраслевой комплекс.
С 1985 года доля авиапрома США на мировом рынке продаж упала с 72 % до 56 %, главной причиной этого стала конкуренция европейского консорциума Airbus. США готовы открыть свои границы для трансатлантических объединений, которые приведут к появлению игроков мирового масштаба и создадут возможности для приобретения американских компаний АКП иностранными фирмами.

### Ракетно-космическая промышленность
Ракетно-космическая промышленность США является одной из трёх в мире (помимо России и ЕС), имеющей научно-исследовательскую и экспериментальную базу, конструкторские бюро и промышленные предприятия, которые обеспечивают разработку и производство аэрокосмической техники в широком спектре потребностей мирового рынка. 
Высокая степень капиталоёмкости отрасли определяет её высокую монополизацию (в стране насчитывается лишь 3—4 фирмы в этой сфере; разработчикой и производством ракетных двигателей занимаются три компании — «Аэроджет» (Aerojet), «Рокетдайн» (Rocketdyne) и «Эллайнт Тексистемс» (Alliant Techsystems, ATK), недавно к ним присоединились SpaceX и Blue Origin со своими двигателями.
Экспорт космических аппаратов производства США упал на 40 % (с 1,06 млрд долл. в 1998, до 637 млн долл. в 1999 году). Сокращение доли продаж на рынке нанесло ущерб производителям аэрокосмической техники США, особенно компании Boeing, поскольку её заказчиками в последние годы вместо правительства США стали зарубежные клиенты. Президент ассоциации Aerospace Industries Джон Дуглас призвал Конгресс США увеличить финансирование аэрокосмических НИОКР. Кроме того, производители аэрокосмической техники США требуют от Конгресса изменить систему экспортных лицензий, чтобы облегчить им экспорт продукции (спутники связи, приборы ночного видения и т. д.).
См. также: Категория:Ракетно-космические компании США

## Электронная промышленность
Крупные центры  электронной промышленности есть во всех штатах, но особо выделяются тихоокеанские штаты.
Знаменитая «Кремниевая долина» в пригороде Сан-Франциско штата Калифорния.
Соединенные Штаты с августа 2022 года начали программу импортозамещения в области производства микросхем, производимых в КНР и на Тайване; предполагаются огромные (до $30 млрд и выше) вложения в заводы по производству чипов в стране. Был введён запрет экспортировать в КНР мощные процессоры, а также продажа Китаю оборудования для производства таких чипов, это привело к просадке/обвалу рынка и отзыву американского персонала с китайских фабрик. 
См. также: Категория:Компании электронной промышленности США

## Лёгкая промышленность
Лёгкая промышленность США
Текстильная промышленность концентрируется в североатлантических штатах со столицей в Бостоне; правда, в последнее время наблюдается тенденция миграции этой отрасли в южные штаты с более дешевой рабочей силой, районы производства хлопка.

## Пищевая промышленность
Пищевая промышленность США
Весьма развита. Множество мировых брендов (Coca-Cola, Pepsi cola, Mars (M&M’s), Kellogg, Heinz, Johnson & Johnson и пр.). 
В городе Балтимор, штат Мэриленд, находится конфетная фабрика Гёце, которая на протяжении более сотни лет производит кондитерские изделия (преимущественно карамельные конфеты). Многие члены кампании были включены в Зал славы конфет Национальной ассоциацией продаж кондитерских изделий Америки.